# Oligodendroglioma anaplàstic
L'oligodendroglioma anaplàstic és un tumor neuroepitelial que es creu que sorgeix de l'oligodendròcit, un tipus de cèl·lula glial. A la classificació dels tumors cerebrals de l'Organització Mundial de la Salut (OMS), l'oligodendroglioma anaplàsic es classifica com a grau III. Durant el curs de la malaltia poden degenerar en oligodendroglioma de grau IV altament maligne. La gran majoria dels oligodendrogliomes ocorren de forma esporàdica, sense una causa confirmada i sense herència familiar.

## Senyals i símptomes
Convulsions d'epilèpsia.
Els símptomes de l'oligodendroglioma anaplàstic poden incloure:
- Confiscació
- Mal de cap
- Debilitat en un costat del cos
- Dificultats del llenguatge
- Canvis de comportament i personalitat
- Problemes d'equilibri i moviment
- Problemes de memòria.

## Patogènesi
L'oligodendroglioma anaplàstic (maligne) pertany al grup dels gliomes difusiós i sorgeix al sistema nerviós central (Cervell i medul·la espinal) a partir de cèl·lules mare precursors dels oligodendròcits. Aquest tumor es presenta principalment a l'edat mitjana amb una freqüència màxima a les 4 i 5 dècades de vida.

## Diagnòstic
El principal procediment diagnòstic és la ressonància magnètica (MRI). De vegades, a part dels diagnòstics de rutina, el metabolisme dels teixits s'imagina mitjançant la tomografia per emissió de positrons (PET). El diagnòstic es confirma mitjançant un examen de teixit fi després de la cirurgia. L'oligodendroglioma anaplàstic sovint mostra pèrdua de material genètic. Uns 50 a 70 El % de l'oligodendroglioma anaplàstic de grau III de l'OMS mostra pèrdues al·lèliques combinades al braç curt del cromosoma 1 (1p) i al braç llarg del cromosoma 19 (19q). Aquest canvi s'anomena principalment "eliminació conjunta 1p/19q". Es pot considerar beneficiós per al pacient i fa més probable una resposta a radioteràpia o quimioteràpia. La designació d'oligodendroglioma de grau III (grau alt) inclou generalment diagnòstics previs d'oligodendroglioma anaplàsic o maligne.

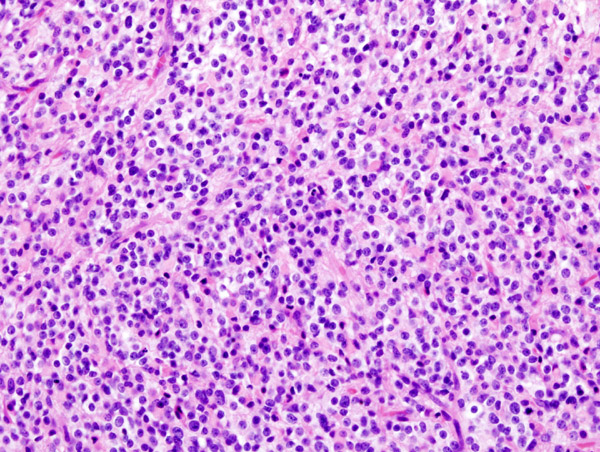
Imatge histopatològica de l'oligodendroglioma anaplàsic en el cervell. Hematoxilina i tinció d'eosina.
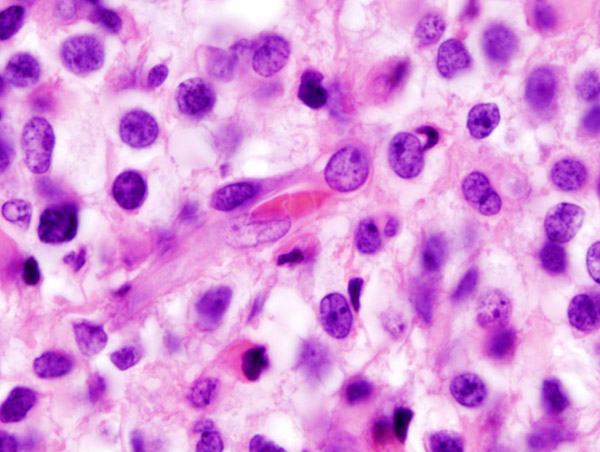
En fer zoom, es noten les formes irregulars de la cèl·lula i nuclear.
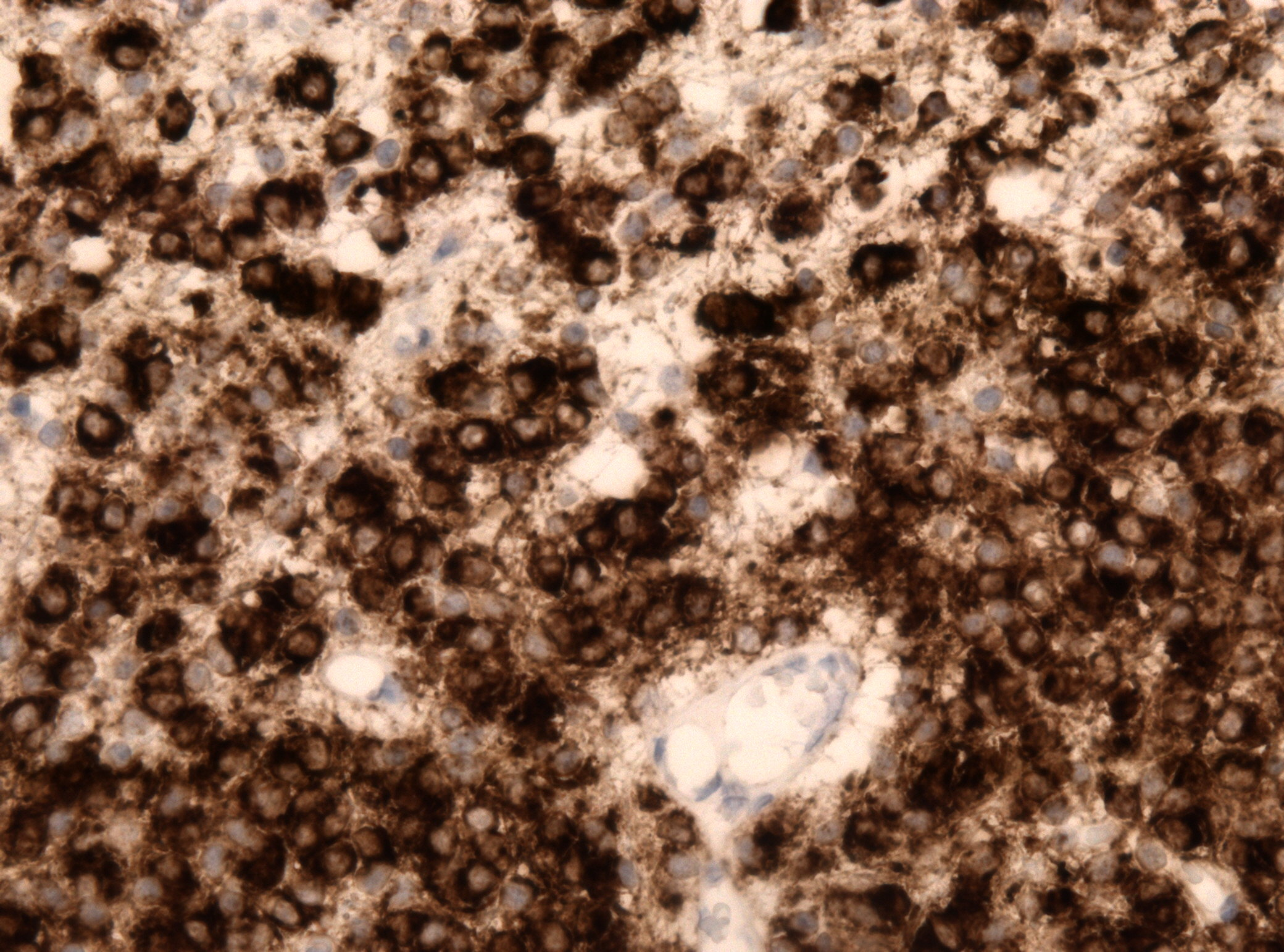
IDH1 R132H en oligodendroglioma anaplàsic

## Teràpia
És preferible eliminar el tumor visible a la ressonància magnètica de la manera més completa possible, sempre que la ubicació del tumor ho permeti. Com que les cèllules d'un oligodendroglioma anaplàstic normalment ja han migrat al teixit cerebral sa circumdant en el moment del diagnòstic, l'extirpació quirúrgica completa de totes les cèl·lules tumorals no és possible. El marcador "1p/19q codeletion" juga un paper cada cop més important en l'elecció de teràpies i combinacions terapèutiques. Com que aquest tumor provoca una afecció flàccida (una condició mèdica lentament progressiva associada amb poc o cap dolor) i la possible morbiditat associada a la neurocirurgia, la quimioteràpia i la radioteràpia, la majoria dels neurooncòlegs practicaran inicialment l'espera vigilant i tractaran els pacients de manera conservadora. El tractament simptomàtic sovint inclou l'ús d'anticonvulsius per a les convulsions i esteroides per a la inflor cerebral. Per al tractament posterior, la radiació o la quimioteràpia amb temozolomida o la quimioteràpia amb procarbazina, lomustina i vincristina (PCV) ha demostrat ser eficaç i ha estat el règim de quimioteràpia més utilitzat per al tractament de l'oligodendroglioma anaplàstic.
Cyberknife es pot utilitzar per tractar l'oligodendroglioma anaplàstic.

## Pronòstic
Taxa de supervivència relativa als 5 anys: 20 a 44 anys, 76%. 45-54 anys, 67%. 55-64 anys, 45%. La procarbazina, la lomustina i la vincristina s'utilitzen des del maig de 1975. Durant 48 anys, s'han provat regularment noves opcions terapèutiques en assaigs terapèutics per millorar el tractament de l'oligodendroglioma anaplastic.

## Recerca
Va ser descobriment que cèl·lules tumorals comunicar-se entre si en una gran xarxa, intercanvien substàncies necessàries per a la supervivència, i així poden evitar els efectes de radiació o quimioteràpia. La comunicació en xarxa també juga un paper important en la propagació de la malaltia. Les cèl·lules tumorals fins i tot estan connectades en xarxa amb cèl·lules nervioses sanes i reben senyals directes d'elles, d'aquesta manera, els tumors poden créixer més ràpidament. Els mecanismes que s'estan investigant no només proporcionen explicacions fonamentalment noves per al creixement altament agressiu d'aquest tipus de tumor. També proporcionen enfocaments per a noves teràpies – per aturar el creixement del tumor cerebral i fer que les teràpies existents siguin més efectives. Per tant, la interrupció i fins i tot la destrucció de les xarxes de cèl·lules tumorals s'està convertint en un principi terapèutic completament nou en oncologia, amb els primers assajos clínics basats en aquestes troballes.

## Literatura
• Weller M, van den Bent M, Preusser M, Le Rhun E, Tonn JC, Minniti G, Bendszus M, Balana C, Chinot O, Dirven L, French P, Hegi ME, AS Jakola, M. Platten, P. Roth, R. Rudà, S. Short, M. Smits, MJ Taphoorn, A. von Deimling, M. Westphal, R. Soffietti, G. Reifenberger, W. Wick: Directrius EANO per al diagnòstic i tractament dels gliomes difusos en l'edat adulta. A: Avaluacions de la natura. Oncologia clínica. Volum 18, Número 3, 03 2021, p. 170-186, DOI:10.1038/s41571-020-00447-z, PMID 33293629, PMC 7904519 (revisió).